# Coenzym Q10
Coenzym Q10 er også kendt som ubiquinon, ubidecarenon, coenzym Q og forkortes ofte CoQ10, CoQ eller blot Q10. Q10 er et molekyle af typen 1,4 benzoquinon*. Q refererer til den kemiske gruppe quinon og 10 til halens antal af isopren-undergrupper.
CoQ10 er et fedtopløseligt, vitaminlignende stof, som er til stede i de fleste eukaryote celler, primært i mitokondrierne. Det er en del af elektrontransportkæden og deltager i cellens aerobe respiration, idet det genererer energi i form af ATP. 95 % af menneskets energi bliver omsat på denne måde.
De højeste CoQ10-koncentrationer findes derfor i de organer, som har det største behov for energi: hjerte, lever og nyrer. CoQ10 indgår kontinuerligt i redoxreaktioner, hvor det kan udveksle to elektroner. Det findes derfor i de tre redox-tilstande: fuldt oxideret (ubiquinon), semiquinon (ubisemiquinon) og fuldt reduceret (ubiquinol*).
Evnen til hhv. at tage og afgive elektroner gør desuden CoQ10 til en effektiv antioxidant.

## Opdagelse og historie
Coenzym Q10 blev opdaget i 1957 af professor Frederick L. Crane og hans kolleger ved University of Wisconsin-Madison* Enzyme Institute. I 1958 beskrev Dr. Karl Folkers* og kolleger fra Merck den kemiske struktur. Peter Mitchell* berettede i 1961 om sin teori om eksistensen af en elektrontransportkæde, hvor CoQ10 spiller en afgørende rolle som protonbærer. Dette arbejde fik han en Nobelpris for i 1978. Både Gian Paolo Littarru og Karl Folkers viste i 1972 en sammenhæng mellem CoQ10-mangel og hjertesygdom hos mennesker. De kliniske studier i CoQ10 tog kraftigt til i 1980'erne, da det blev muligt at skaffe store mængder af rent Coenzym Q10 og at måle CoQ10-koncentrationer i plasma og blod.
Lars Ernster har foretaget omfattende studier af enzymets funktion som antioxidant, der bekæmper frie radikaler. Adskillige forskere verden over har lige siden undersøgt CoQ10's rolle i forhold til en række sygdomme, herunder hjertekarsygdomme og kræft.

## Kemiske egenskaber
Der findes forskellige former for coenzym Q. De adskiller sig fra hinanden ved antallet af isopren-undergrupper i sidekæderne*. Den hyppigst forekommende type i menneskets mitokondrier er Q10. Q henviser til quinon-gruppen – til venstre på billedet herunder. Mens 10-tallet i navnet CoQ10 henviser til antallet af isopren-undergrupper i sidekæden (i parentesen til højre herunder).

## Biokemisk rolle
Coenzym Q10 findes i membranen* i mange organeller. Den højeste koncentration findes i mitokondriernes indermembraner, hvor CoQ10's primære funktion er at generere energi i elektrontransportkæden. Organellerne endoplasmatiske reticulum, lysosomer og vesikler indeholder også Q10.

### CoQ10 og elektrontransportkæden
CoQ10 er fedtopløseligt og derfor mobilt i cellemembraner. Det spiller en unik rolle i elektrontransportkæden i mitokondriernes indermembran. Udvekslingen af elektroner hen over membranen resulterer i en elektrokemisk gradient (spændingsforskel), som ATP-syntase benytter til at skabe ATP. I denne proces fungerer CoQ10 som elektronbærer fra enzymkomplekserne I og II til enzymkompleks III. CoQ10 er det eneste molekyle, som kan varetage denne funktion, og det er dermed af afgørende betydning for energiproduktionen i hver eneste celle i kroppen.

### CoQ10 som antioxidant
CoQ10's egenskaber som elektronbærer gør, at det også fungerer som antioxidant . CoQ10-molekylet gennemgår konstant en oxidations-reduktions-cyklus. Når det tager elektroner, bliver det reduceret. Og når det afgiver elektroner, bliver det oxideret. I reduceret tilstand er elektronerne kun løst bundet til CoQ10-molekylet. Det vil derfor let afgive en eller to elektroner til molekyler, der mangler dem, uden selv at blive til en fri radikal. CoQ10 hæmmer oxidation af lipider ved at forhindre produktionen af lipid-peroxyl-radikaler.
Desuden reducerer CoQH2 den begyndende opståen af perferryl-radikaler og den særlige oxygenvariant singlet oxygen ved samtidig dannelse af ubisemiquinon og H2O2. Sidstnævnte er ligeledes et meget reaktivt molekyle, men det kan i modsætning til perferryl uskadeliggøres af andre mekanismer. Undertrykkelsen af begyndende perferryl-radikaler, som forhindrer udbredelsen af lipidperoxidation, beskytter ikke blot lipider, men også proteiner fra oxidation. Ydermere regenererer den reducerede form af CoQ10 effektivt E vitamin fra radikaltilstanden a-tokoferoxyl. I forbindelse med oxidativt stress resulterer interaktionen mellem H2O2 og DNA-bundne metalioner i dannelsen af hydroxyl radikaler. Her forhindrer CoQ10 oxidationen af baser, særligt i mitokondrielt DNA. I modsætning til andre antioxidanter hæmmer CoQ10 både initieringen og udbredelsen af lipid- og proteinoxidation. Det regenererer tilmed andre antioxidanter som nævnt ovenfor i tilfældet vitamin E. Det cirkulerende CoQ10 i LDL forhindrer desuden oxidationen af LDL, hvilket kan være en fordel i forbindelse med kardiovaskulære sygdomme.

## Biosyntese (egenproduktion)
Den lange proces mevalonate pathway producerer med udgangspunkt i acetyl-CoA stoffet farnesyl-PP (FPP). Dette er forløber for fx CoQ, kolesterol og dolicol. Et vigtigt enzym i denne proces er HMG Co-A reduktase, som typisk er mål for intervention i forbindelse med kardiovaskulære komplikationer. De kolesterolsænkende statiner blokerer HMG CoA reduktase. Dermed blokeres både syntesen af kolesterol og CoQ. Indtag af CoQ10 kan muligvis hæmme den sjældne, men alvorlige statinbivirkning rhabdomyolyse. CoQ's lange isoprensidekæde bliver syntetiseret af transprenyltransferase, som kombinerer FPP med adskillige isopentenyl-PP-molekyler – alle i trans-form. Det næste trin består i en kondensation af denne polyisoprensidekæde og 4-hydroxybenzoat, katalyseret af polyprenyl-4-hydroxybenzoattransferase. Hydroxybenzoat bliver syntetiseret fra tyrosin eller phenylalanin. Disse to reaktioner ses både i mitokondrierne, i det endoplasmatiske reticulum og i peroxisomes, med andre ord finder syntesen sted adskillige steder i den animalske celle. Muligheden for at øge den endogene biosyntese af CoQ10 har fået opmærksomhed i de senere år som led i et forsøg på at bekæmpe CoQ10-mangel.
De involverede gener er PDSS1*, PDSS2*, COQ2* og COQ2/CABC1*. Menneskets egenproduktion af CoQ10 topper i starten af 20'erne.

## Absorption og metabolisme

### Absorption
Exogen CoQ10 er et krystallinsk pulver, som er uopløseligt i vand. Optagelsen sker gennem samme proces som for lipider, og mekanismen minder om optagelsen af vitamin E – et andet, fedtopløseligt næringsstof. Det første led i processen er udskillelsen af galde og enzymer fra bugspytkirtlen i tyndtarmen. Dette medfører den emulgering og dannelse af miceller, som er nødvendig for optagelsen af lipofile (fedtopløselige) stoffer. Indtag af føde og tilstedeværelsen af fedtstoffer stimulerer kroppens udskillelse af galde, hvilket fremmer optagelsen af CoQ10. Serumkoncentrationen af CoQ10 er lavere i fastende end i ikke-fastende tilstand.

### Metabolisme
Datamængden omkring CoQ10-metabolisme i dyr og mennesker er begrænset. I en undersøgelse med carbon-14-mærket* CoQ10 i rotter viste radioaktivitetsniveauet sig at være højest i leveren, da plasma-radioaktiviteten toppede 2 timer efter oral administration. Dog bør det bemærkes, at den hyppigst forekommende form for coenzym Q i rotter er CoQ9. CoQ10 bliver tilsyneladende omsat i samtlige væv, mens udskillelsen hovedsageligt er fækal. Ved ophør af indtagelse af CoQ10-tilskud vender niveauet tilbage til sit oprindelige leje i løbet af få dage – uanset typen af tilskud.

## CoQ10-mangel og forgiftning
Der er to hovedårsager til CoQ10-mangel hos mennesker: nedsat biosyntese (egenproduktion) og øget brug i kroppen. Biosyntese er den største kilde til CoQ10. Biosyntesen er afhængig af mindst 12 forskellige gener, og mutationer i flere af dem fører til CoQ10-mangel. Andre genetiske defekter kan også påvirke CoQ10-niveauet. Fx mutationer i mitokondrielt RNA, ETFDH, APTX and BRAF, som er gener, der ikke er direkte involveret i biosyntesen af CoQ10. Statiners rolle i forbindelse med CoQ10-mangel er omdiskuteret. Ligeledes menes nogle kroniske sygdomme (fx kræft og hjertesygdom) at reducere biosyntesen og at øge behovet for CoQ10 i kroppen, men der findes endnu ikke entydige data, som beviser dette. Overdosering eller forgiftning ses end ikke ved høje doser af CoQ10. En daglig dosis på 3600 mg har vist sig at være tolereret af både raske og syge personer. Dog oplever nogle mennesker bivirkninger (fra mave-tarmkanalen, hovedpine og hududslæt), når de indtager meget store doser. Den øvre sikre grænse (OSL, Observed Safe Level) er sat til 1200 mg/dag.

### Kliniske vurderingsteknikker
Selvom CoQ10 kan måles i plasma, er resultatet snarere et udtryk for indtaget end for niveauet ude i vævet. Typisk måles CoQ10-niveauet i hudens fibroblaster, muskelbiopsier og mononukleære blodceller. Dyrkede fibroblaster kan også bruges til at måle omfanget af CoQ10-biosyntese – ved at måle optaget af carbon-14-mærket p-hydroxybenzoa.

### Statiner, beta-blokkere og CoQ10
CoQ10 og kolesterol stammer fra samme biokemiske proces (the mevalonate pathway*). Derfor hæmmer nogle beta-blokkere, blodtrykssænkende medicin og de kolesterolsænkende statiner syntesen af både kolesterol og CoQ10. Statiner kan reducere serumniveauet af CoQ10 med op til 40%. Nogen forskning peger på CoQ10-tilskud som standardløsning sammen med enhver behandling, der kan reducere endogen CoQ10-syntese, idet CoQ10-tilskud er forbundet med sandsynligt udbytte og meget lille risiko. Der er dog endnu ikke set data som entydigt viser den eksakte mekanisme bag statin-relateret myopati.

## Farmakokinetik
Der er publiceret undersøgelser af farmakokinetik for CoQ10. 2-6 timer efter oral administration observeres plasma peak, et fund der dog afhænger af studiets design. I nogle undersøgelser sås endnu et peak 24 timer efter indtagelse, hvilket sandsynligvis skyldes genvinding og redistribution i det enterohepatiske kredsløb mellem lever og tarm. Tomono et al. brugte deuterium-mærket krystallinsk CoQ10 til at undersøge farmakokinetiske forhold for CoQ10 i mennesker og bestemte en halveringstid på 33 timer.

### Forbedring af biotilgængeligheden af CoQ10
Det er velkendt, at sammensætning og fremstilling af et medikament har afgørende betydning for dets biotilgængelighed. CoQ10 er et relativt stort molekyle på grund af de mange sidekæder (10 stk.), hvilket sammen med dets fedtopløselige egenskaber i udgangspunktet gør det svært at optage. Der er gjort forsøg med forskellige fremstillingsformer og sammensætninger med henblik på at øge biotilgængeligheden af CoQ10 efter oral administration – testet på både dyr og mennesker.

### Reduktion af partikelstørrelsen
Et oplagt sted at starte er at reducere partikelstørrelsen helt ned til mikro- og nano-skala. Der er fundet øget biotilgængelighed af stoffer, som ellers kun optages i ringe omfang, når de indtages reduceret til nanopartikler – både hvad angår vejen til absorption og effekt af stoffet. Denne fremgangsmåde har ikke hidtil vist overbevisende resultater med hensyn til CoQ10 (31+32). En vandig opløsning af fint CoQ10-pulver har heller ikke vist sig signifikant mere effektivt for biotilgængeligheden.

### Soft-gel kapsler med CoQ10 i olie
Emulsion er en bedre metode til at øge biotilgængeligheden, da den fremmer absorptionen af CoQ10 i tarmsystemet. Emulsioner med CoQ10 i sojaolie bliver stabiliseret meget effektivt med lecitin og bruges i fremstillingen af soft gel kapsler. I de første undersøgelser af denne fremstillingsmetode fandt Ozawa et al. dobbelt så højt CoQ10-niveau i plasma hos de Beagler, der havde fået denne form frem for kontroltabletten, hvor CoQ10 ikke var dispergeret i olie. Kommuru et al. fandt ikke samme store forskel på optagelsen af CoQ10 i hunde, mens størstedelen af de senere undersøgelser finder en signifikant forbedret biotilgængelighed af CoQ10, når det befinder sig i en oliesuspension (34).

### Ny forskning i CoQ10's vandopløselighed
En velkendt metode til at øge absorptionen af medikamenter er at øge deres opløselighed i vand. Zmitek og Kagan har vist øget vandopløselighed og dermed biotilgængeigthed af CoQ10, som opnås ved at binde CoQ10 til ß-Cyclodextrin-molekyler . Zmitek arbejder hen imod at gøre CoQ10 så vandopløseligt, at stoffet kan tilsættes fødevarer såsom skummetmælk, yoghurt, honning, sirup, te osv. i lande, hvor dette er lovligt. Han understreger dog, at den nye, modificerede og dermed mere vandopløselige version af CoQ10 er så ny en opfindelse, at der bør forskes yderligere i dets biotilgængelighed.Žmitek, Janko; Šmidovnik, Andrej; Fir, Maja; Prošek, Mirko; Žmitek, Katja; Walczak, Jaroslaw; Pravst, Igor (2008). "Relative Bioavailability of Two Forms of a Novel Water-Soluble Coenzyme Q10". Annals of Nutrition and Metabolism 52 (4): 281–7. doi:10.1159/000129661. PMID 18645245.  Madhavi og Kagan er mere positive i deres pilotstudier, som har testgrupper på hhv. 5 og 11 individer (36). Begge forskere er involverede i det firma, som fremstiller vandopløseligt CoQ10.
Studierne måler CoQ10-koncentrationen i blod, først fastende for at fastslå udgangsniveauet og derefter efter forskellige tidsrum afhængig af studiets design. Dog viser ingen studier til dato, om det vandopløselige CoQ10-ß-Cyclodextrin-kompleks når frem til relevante væv, og hvorledes det i givet fald virker her, men blot at blodkoncentrationen stiger. Derimod forefindes omfattende forskning i og dokumentation for biotilgængelighed og sikkerhed ved indtagelse af CoQ10 i oliesuspension. 

## CoQ10-tilskud
Ifølge Mayo Clinic har CoQ10 været et brugt, studeret og anbefalet tilskud mod adskillige tilstande, men det er stadig en kontroversiel behandlingsform på mange områder. Coenzym Q10 i reduceret form (ubiquinol-opløsning) er godkendt som et produkt til forsøgsbehandling af Huntingtons sygdom og medfødt hjertesvigt hos børn.Results for Orphan Drug Product Designations Search . Retrieved 8 January 2012. Anden brug – fx behandling af højt triglycerid-niveau og forsøg på at øge præstationsevnen i sportssammenhæng – er set, men effekten er endnu ikke bevist.

### Hjertesygdom
Patienter med kronisk hjertesvigt har lav koncentration af CoQ10 i plasma. I et studie af 236 patienter med kronisk hjertesvigt viste CoQ10-niveauet sig at være en indikator for dødeligheden. Studier fra 1990'erne konkluderede, at kosttilskud med CoQ10 mindskede den oxidation af LDL-kolesterol, som menes at være en afgørende faktor i udviklingen af åreforkalkning. Dette er en kendt forløber for hjerteanfald og iskæmiske slagtilfældeHeller, FR; Descamps, O; Hondekijn, JC (1998). "LDL oxidation: therapeutic perspectives". Atherosclerosis. 137 Suppl: S25–31. doi:10.1016/S0021-9150(97)00308-0. PMID 9694538.
Q-symbio er et randomiseret, kontrolleret, dobbelt blindet studie, der undersøger betydningen af CoQ10-tilskud, oprindelig initieret af Dr. Sv. Aa. Mortensen fra Rigshospitalet. 422 patienter med kronisk hjertesvigt fra 9 forskellige lande fik i en 2 år lang forsøgsperiode enten CoQ10-tilskud eller placebo. Forskerne berettede om de foreløbige resultater ved kongressen Heart Failure 2013. I CoQ10-gruppen var dødstallet halveret i forhold til placebogruppen. Resultaterne er publiceret i december 2014 . Andre kardiologer har udtrykt, at undersøgelsen var veludført, men lille og bør bekræftes.
En anden undersøgelse har dog vist resultater i samme retning. KiSel-10 var en undersøgelse over 5 år af 443 raske svenskere i alderen 70-88 år, der blev delt i to grupper (46). Én gruppe fik selen og Q10, mens den anden gruppe fik placebo. Q10-selen-gruppen fik mere end halveret deres risiko for at dø af hjerte-karsygdomme (46)+(47). I dette tilfælde valgte forskerne også at benytte en olieopløsning af CoQ10 i soft-gel kapsler (Bio-Qinon Q10), idet der forsat mangler videnskabelig dokumentation for de nye, vandopløselige Q10-præparaters optagelighed, sikkerhed og effekt.

### Migræne
Nogle migræneramte personer oplever en positiv effekt af CoQ10-tilskud. En dobbelt-blindet, randomiseret, placebo-kontrolleret undersøgelse med dog kun 42 patienter fandt statistisk signifikante forbedringer i CoQ10-gruppen (48). Dosis i forsøget var 150-300 mg CoQ10 om dagen.

### Kræft
CoQ10 bliver både undersøgt i forhold til behandling af kræft og lindring af kræftbehandlingens bivirkninger (49) (50) (51) (52).

### Hjertestop
Et nyere studie viser øget chance for overlevelse efter hjertestop, hvis man giver CoQ10 i tillæg til nedkøling af kroppen til en temperatur på 32-34 grader (53).

### Blodtryk
Der findes adskillige studier vedrørende CoQ10's effekt på blodtrykket hos mennesker (54).
En metaanalyse fra 2007 gennemgik samtlige publicerede studier om brug af CoQ10 mod hypertension og vurderede effektivitet, sammenhæng i terapeutisk behandling og hyppigheden af bivirkninger. Metaanalysen inkluderede 12 undersøgelser med i alt 362 patienter, heraf tre randomiserede og kontrollerede studier, et overkrydsningsforsøg og otte ikke-blindede studier. Metaanalysen konkluderede, at CoQ10 kan sænke blodtrykket hos personer med hypertension med op til 17 mm Hg for det systoliske tryks vedkommende og 10 mm Hg for det diastoliske, uden signifikante bivirkninger (55).

### Levetid
Der er svingende resultater i studier vedrørende CoQ10's indflydelse på levetid. Et studie har vist, at lave doser af CoQ10 reducerer oxidation og brud på DNA-strenge (66). Desuden sås her, at en diæt rig på flerumættede fedtsyrer og CoQ10-tilskud medførte en øget levetid hos rotter. Coles og Harris har ligeledes fundet øget levetid for rotter, som fik tilskud af CoQ10 (67), mens det også er observeret, at CoQ10 forlænger levetiden hos C. elegans (nematode) (68). Andre studier viser dog ingen øget levetid hos mus og rotter, der gives CoQ10-tilskud (69+70+71+72).

### Bestrålingsskader
I et studie fra 2002 på rotter sås, at CoQ10-tilskud reducerede omfanget af bestrålingsskader i dyrenes blod (73).

### Parkinsons sygdom
CoQ10 har været undersøgt som del af behandlingen af Parkinsons sygdom uden overbevisende resultater. Et fase III forsøg med tilskud af hhv. 1200 mg og 2400 mg CoQ10 om dagen blev afbrudt i august 2011, før forsøgsperiodens udløb, da der ikke sås nogen effekt af stoffet (74). Konklusionen lød, at CoQ10-tilskud var virkningsløst i behandling af Parkinsons, og harmløst, da der ikke blev fundet sikkerhedsmæssige problemer.

### Kosmetik
Coenzym Q10 findes i nogle kosmetikprodukter og cremer. Et studie underbygger, at det kan have en gavnlig virkning (75).

## CoQ10-koncentrationer i fødevarer
I 2010 blev et detaljeret oversigtstudie om forekomst i og indtag af CoQ10 fra fødevarer publiceret (76). I tillæg til egenproduktionen optager organismen også CoQ10 fra en række fødevarer. I forhold til den store videnskabelige interesse for stoffet er der foretaget få undersøgelser af CoQ10-indholdet i fødevarer. De første rapporter blev offentliggjort i 1959, men de daværende analysemetoder giver ikke pålidelige resultater især ikke ved lave koncentrationer (76). Sidenhen har den teknologiske udvikling inden for analyseapparater og -metoder givet mere præcise målinger til bestemmelse af CoQ10-indholdet i diverse fødevarer (se tabel nedenfor).
CoQ10-indhold i udvalgte fødevarer (76):
| Fødevare     | CoQ10-koncentration i mg/kg |
| ------------ | --------------------------- |
| Okse         |                             |
| Hjerte       | 113                         |
| Lever        | 39-50                       |
| Muskel       | 26-40                       |
| Gris         |                             |
| Hjerte       | 11,8-128,2                  |
| Lever        | 22,7-54                     |
| Muskel       | 13,8-45                     |
| Kylling      |                             |
| Hjerte       | 116,2-132,2                 |
| Fisk         |                             |
| Sardin       | 5-64                        |
| Rødt kød     | 43-67                       |
| Hvidt kød    | 11-16                       |
| Laks         | 4-8                         |
| Tun          | 5                           |
| Olier        |                             |
| Sojabønne    | 54-280                      |
| Oliven       | 4-160                       |
| Vindruekerne | 64-73                       |
| Solsikke     | 4-15                        |
| Nødder       |                             |
| Peanuts      | 27                          |
| Valnød       | 19                          |
| Sesamfrø     | 18-23                       |
| Pistacienød  | 20                          |
| Hasselnød    | 17                          |
| Mandel       | 5-14                        |
| Grøntsager   |                             |
| Persille     | 8-26                        |
| Broccoli     | 6-9                         |
| Blomkål      | 2-7                         |
| Spinat       | up to 10                    |
| Kinakål      | 2-5                         |
| Frugt        |                             |
| Avocado      | 10                          |
| Vindrue      | 6-7                         |
| Solbær       | 3                           |
| Jordbær      | 1                           |
| Appelsin     | 1-2                         |
| Grapefrugt   | 1                           |
| Æble         | 1                           |

Kød og fisk er i praksis de rigeste CoQ10-kilder, når man tager højde for den typiske mængde, der indtages af fødevaren. Mejeriprodukter indeholder også CoQ10 , men i ringere omfang. Olier kan være ganske CoQ10-holdige, men som det ses af skemaet varierer indholdet. Her er indtaget af fødevaren typisk væsentligt mindre end indtaget af animalske fødevarer. De fleste frugter er ringe CoQ10-kilder – med undtagelse af avocado, som har et relativt højt indhold (76).

### Indtag
I de industrialiserede lande er CoQ10-indtaget anslået til at være 3-6 mg om dagen – primært fra kød (76).

### Tilberedningens betydning
Tilberedning af fødevarer ved stegning reducerer CoQ10-indholdet i maden med 14-32 % (77).